# خليل محمدوف
خليل محمد أوغلي محمدوف (بالأذرية: Xəlil Məmmədov) هو سياسي وعسكري أذربيجاني سوفيتي، ويعتبر بطل الاتحاد السوفيتي (1945)، وشغل منصب لواء في الميليشيا، وكذلك وزير الشؤون الداخلية لحماية النظام العام (1960-1965) لجمهورية أذربيجان الاشتراكية السوفيتية (1962-1965).

## سيرته ذاتية
ولد خليل محمدوف عام 1916 في مدينة شوشة. وفي عام 1937، بعد تخرجه من الكلية الصناعية، عمل كمهندس في مصنع في كيزيل أرفات، تركمانستان. وكان عضو في الحزب الشيوعي السوفيتي في 1941.
اعتمد في معركة من أجل شبه جزيرة القرم. كما قاتل في الدفاع عن القوقاز، في تحرير أوكرانيا (القرم، دونباس، زابوروجي)، رومانيا، المجر، النمسا، كما قاتل على طرق تشيكوسلوفاكيا، بلغاريا، يوغوسلافيا.
انتخب خليل محمدوف السكرتير الأول للجنة الحزب في مقاطعة عزيزبيوف (1951-1952).
توفي خليل محمدوف في 21 فبراير 1989 ودفن في زقاق الدفن الشريف في مدينة باكو.

## جوائز
- أربع من وسام لينين (24 مارس، 1945)
- وسام الراية الحمراء
- وسام شارة الشرف
- وسام الحرب الوطنية
- وسام النجمة الحمراء[3]

## وصلات خارجية
- شوشا
- أذربيجان في الحرب العالمية الثانية